# Bisdom Colorado Springs
Het bisdom Colorado Springs (Latijn: Dioecesis Coloratensium Fontium) is een rooms-katholiek bisdom met als zetel Colorado Springs, in de Amerikaanse staat Colorado. Het bisdom is suffragaan aan het aartsbisdom Denver. 

## Geschiedenis
Het bisdom werd opgericht op 10 november 1983, uit delen van het aartsbisdom Denver en het bisdom Pueblo.

## Parochies
Het bisdom had in 2021 een oppervlakte van 40.285 km2 en telde 1.185.631 inwoners waarvan 16,8% rooms-katholiek was.

## Bisschoppen
- Richard Charles Patrick Hanifen (10 november 1983 - 30 januari 2003)
- Michael John Sheridan (30 januari 2003 - 30 april 2021; coadjutor sinds 4 december 2001)
- James Robert Golka (30 april 2021 - heden)

## Galerij van afbeeldingen

Wapen van het bisdom
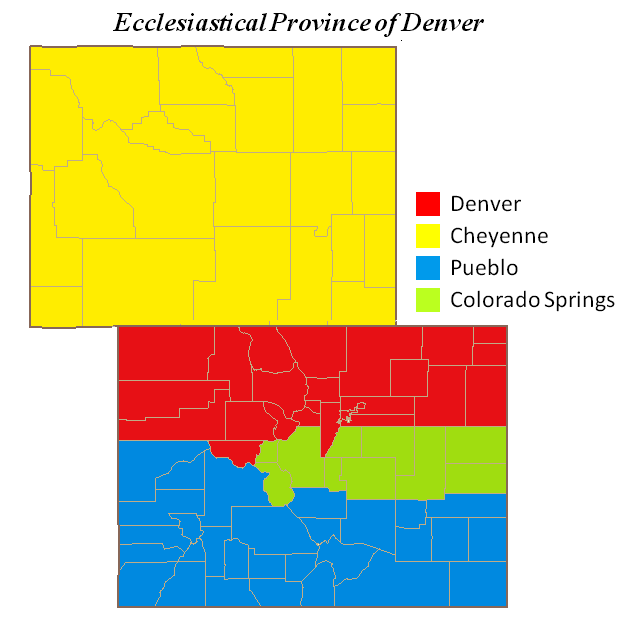
Kerkprovincie met aartsbisdom en suffragane bisdommen

Denver (aartsbisdom) · Cheyenne · Colorado Springs · Pueblo